# 陳順詳
陳順詳（1985年5月28日—）是前臺灣男子籃球運動員，場上主打小前鋒位置。

## 生平
陳順詳生於桃園縣，生涯效力過九太科技、東森羚羊與臺灣銀行，為超級籃球聯賽第四位生涯總得分突破四千大關的球員。2020年6月29日，陳順詳決定褪下球衣。11月28日，臺銀男籃為陳順詳舉行退休儀式。

## 外部連結
- 陳順詳在fiba.basketball（英语）
- 陳順詳在archive.fiba.com（archived）（英语）
- 陳順詳在Eurobasket.com（球員）（英语）
- 陳順詳在RealGM（英语）